# Örnulf Tigerstedt
Axel Örnulf Tigerstedt, född 29 september 1900 i Helsingfors, död 6 november 1962 i Strängnäs, var en finlandssvensk författare och översättare, som även arbetade under pseudonymen Axel Fredriksson.

## Biografi
Tigerstedt föddes 29 september 1900 i Helsingfors, som son till geologen och generaldirektören Axel Fredrik Tigerstedt och Mary Helena Florence von Schulz, och yngre bror till uppfinnaren Eric Tigerstedt. Örnulf Tigerstedt tog examen sin högskoleexamen 1919 och arbetade sedan på 1920-talet och 1930-talet i reklambranschen. Tigerstedt publicerade sin första diktsamling Vågor 1918.
Sitt genombrott fick han med de två modernistiskt färgade diktsamlingarna Vid gränsen (1928) och Block och öde (1931). Tigerstedt sågs på 1930-talet av många i Sverige och Finland som en av de främsta modernisterna. Därefter kom essäsamlingarna Skott i överkant (1934) och Utan örnar (1935). Med diktsamlingen De heliga vägarna (1933) positionerade han sig långt ut på högerkanten i den politiska och litterära debatt som rådde. Ungdomens upplevelser under finska inbördeskriget 1918 mellan de "röda" socialdemokraterna och de "vita" konservativa, tillsammans med familjens starka konservatism smälte hos Tigerstedt samman med inslag av aktivism och beundran för den italienska och spanska fascismen.
Den klassiska motsättningen mellan kultur och natur är central i hans världsbild och Tigerstedt blev en stor beundrare av den tyska nationalistiska filosofen Oswald Spengler, och lät sig även influeras av den amerikanska politiska teoretikern och klanmedlemmen Lothrop Stoddard. Under mellankrigstiden och krigsåren kom Tigerstedt att utgöra chefsideolog för en grupp unga högerextremistiska författare på Söderströms förlag. De kallade sig själva inofficiellt för ”Det svarta gardet” och i gruppen ingick bland andra kusinen Tito Colliander, Göran Stenius och Edvard Robert Gummerus.
Örnulf Tigerstedt var finska PEN Clubens styrelseordförande 1933-1934. Tigerstedts djupt grundade antikommunism gjorde att han alltmer närmade sig Nazityskland under kriget. I början av 1930-talet tillhörde han det nationalsocialistiska Patriotiska folkpartiet (Isänmaallinen Kansanpuolue). Under kriget arbete han för Statens informationsverk och skrev bland annat de två propagandistiska böckerna Statspolisen slår till (1942) och Hemliga stämplingar (1944) som skildrar sovjetspionaget. I Norden kom han bland annat att verka för den av Joseph Goebbels bildade Europeiska Författarföreningen.
Hösten 1944 sökte och beviljades Tigerstedt politisk asyl i Sverige – bland annat åberopades hans antisovjetiska engagemang. Efter kriget svartlistades flera av hans böcker i Finland.
Örnulf Tigerstedt gifte sig 1934 med Giulia Anita Catani och tillsammans hade de en dotter.

## Bibliografi

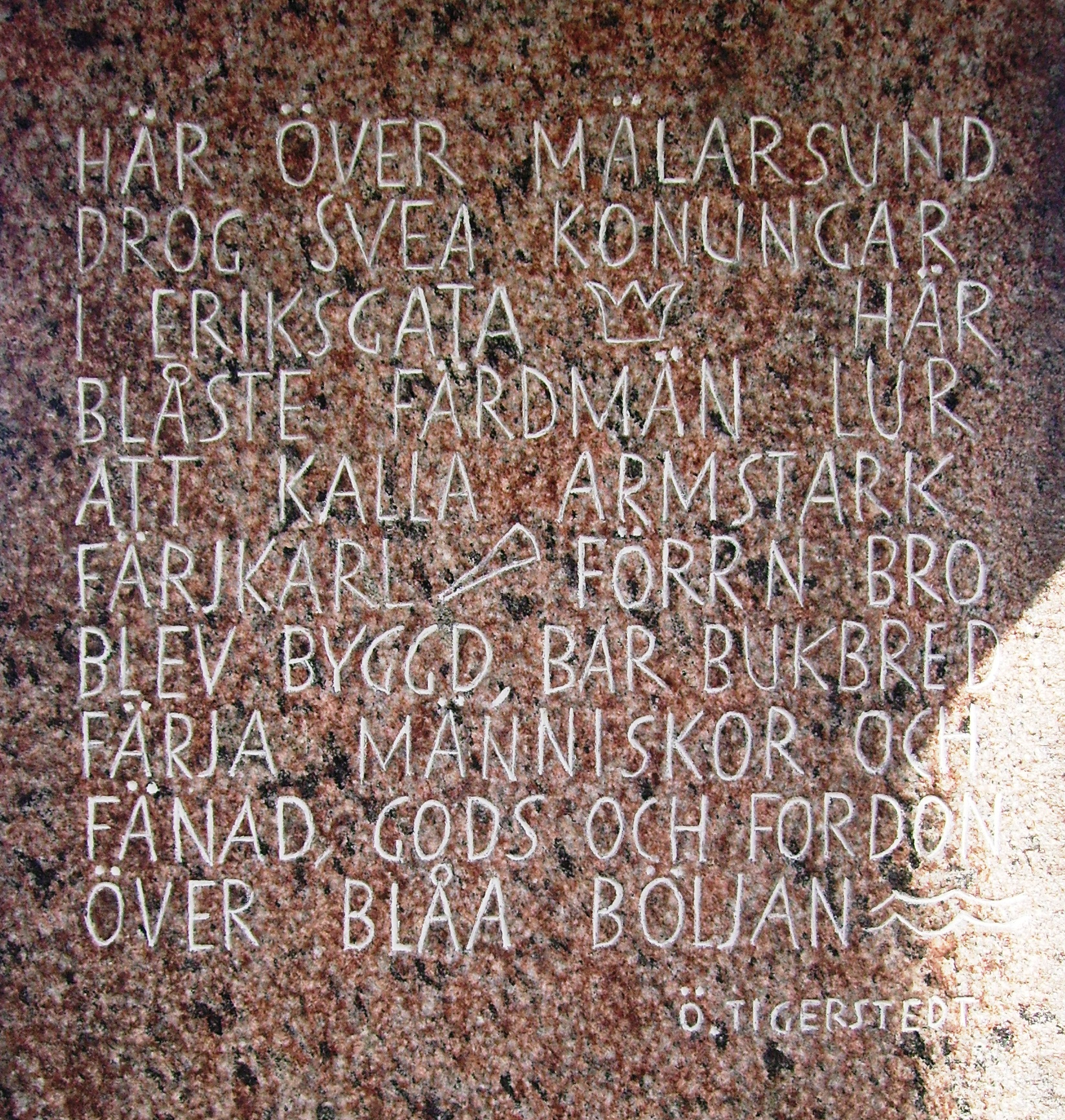
Dikt av Örnulf Tigerstedt

### Redaktör
- Finland, landet som kämpade : den första sammanfattande skildringen i ord och bild av det finska kriget 1939-1940 / [redaktion Örnulf Tigerstedt, Richard Winter]. Stockholm: Saxon & Lindström. 1940. Libris 22548920. https://runeberg.org/finlsk/
- I österled : en bokfilm om svenska frivilligkåren / [redaktion: Örnulf Tigerstedt, Carolus Sjöstedt, Allan Winge]. Stockholm: Självständighetsförbundet. 1940. Libris 21435219
- Finland : från krig till krig  : 1939-1940-1941 / utg. Itsenäisyyden liitto ; red. av Örnulf Tigerstedt... Stockholm: Saxon & Lindström. 1941. Libris 12543107